# Meritismedaille (Oostenrijk)

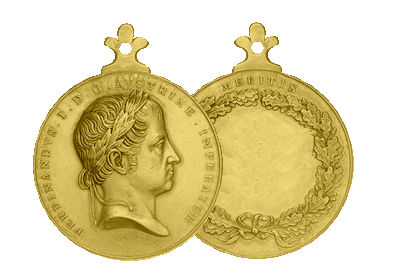
medaille van Ferdinand I

De Meritismedaille of Medaille voor Burgerlijke Verdienste (Duits: Zivilverdienstmedaille) was een hoge onderscheiding van het Keizerrijk Oostenrijk'. De medaille werd op 11 augustus 1804 door keizer Frans I van Oostenrijk gesticht.

## Geschiedenis
In de 19e eeuw hebben de Europese vorsten meerdere medailles ingesteld die werden uitgereikt om burgers te eren voor hun verdiensten. Deze medailles waaronder de Medaille met het Allerhoogste Regeringsmotto en de Medaille van Genade "Virtuti et Exemplo" bestonden naast de ridderorden en waren in een aantal gevallen exclusiever en meer in aanzien dat de Ridderkruisen. In Nederland zijn een aantal van de door de koningen ingestelde erepenningen en medailles tot in deze tijd blijven bestaan.
De Oostenrijkse medailles voor Burgerlijke Verdienste werden tussen 1804 en 1848 verleend en zijn dan ook zeldzaam. De oudste medailles dragen het portret van keizer Ferdinand I van Oostenrijk en werden ontworpen door de medailleur Johann Nepomuk Wirt die signeerde met "I.N.WIRT F". In een in het bewaard gebleven exemplaar hangt de medaille nog niet aan het later gebruikelijke driehoekig lint. Op de keerzijde staat "IVSTITIA REGNORVM FVNDAMENTVM".
Op de voorzijde van een latere uitgave staat Ferdinand I van Oostenrijk als Romeins keizer afgebeeld. De zwakzinnige vorst draagt een lauwerkrans en het portret is sterk geflatteerd. Op de keerzijde is onder het woord "MERITIS" een krans van lauweren en eikenblad afgebeeld. Daarbinnen is ruimte voor een inscriptie.De ronde medaille is relatief groot en heeft een diameter van 48 millimeter. De bevestiging in de vorm van palmetten aan de ring is zorgvuldig vormgegeven. Het ontwerp is van de stempelsnijder I. D. Boehm.
Er zijn gouden en zilveren medailles bekend.
In mei 2011 veilde het Dorotheum in Wenen een zilveren medaille Ie Klasse met de inscriptie "Maximiliani Lederer" voor 2000 euro.
Van de zilveren Medaille der Ie Klasse werden 22 exemplaren uitgereikt al is het mogelijk dat enige verleningen niet werden opgemerkt.

## De in 1918 herstelde medaille

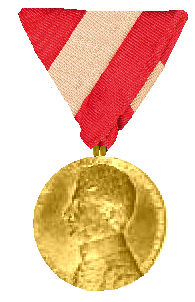
Gouden medaille

Op 30 april 1918 werd opnieuw een Zivil-Verdienstmedaille, ook wel Ziviles Signum laudis ingesteld. Het Signum Laudis, de militaire tevredenheidsmedaille van de keizer en koning, was een van de meest gewaardeerde onderscheidingen van de dubbelmonarchie. Deze militaire onderscheiding kreeg nu een civiele evenknie.
De achtergrond van dit besluit was de totale inzet van economie en maatschappij bij het voeren van wat nu de Eerste Wereldoorlog wordt genoemd. Het thuisfront werd met tekorten aan voedsel en alle noodzakelijke consumptie-artikelen geconfronteerd. De Oostenrijks-Hongaarse oorlogseconomie had aan alles gebrek. Er waren honderdduizenden doden, gewonden en invaliden. Vrouwen, bejaarden en kinderen werkten onder slechte omstandigheden in de fabrieken en op het land. Politiek was de dubbelmonarchie terzelfder tijd uiterst instabiel. De jonge keizer en koning wilde de bevolking, of ten minste de leidinggevenden in zijn landen, aan zich binden.
Oostenrijk-Hongarije bezat al tientallen orden en onderscheidingen en keizer Frans Jozef I van Oostenrijk had in april 1916 voor brede verspreiding onder de bevolking al een IJzeren Burgerlijk Kruis van Verdienste ingesteld. Toch volgde nog deze als bijzonder exclusief bedoelde medaille in twee graden. De medaille voor "bijzondere allerhoogste dankbetuiging" (Duits: besondere Allerhöchste Anerkennung) is van verguld zilver. De medaille voor "Allerhoogste dankbetuiging of tevredenheid", (Duits: Allerhöchste Anerkennung oder Zufriedenheit) is verzilverd.
In het decreet waarin de onderscheiding werd gesticht was sprake van een onderscheiding voor al die "burgerlijke autoriteiten en andere personen uit de burgerlijke stand die nadat de hun prestaties uitingen van de allerhoogste lof of allerhoogste tekenen van tevredenheid hadden ontvangen ook een zichtbaar teken van deze allerhoogste hulde zouden dragen". In de formuleringen van de Oostenrijkse hovelingen was de keizer en koning de "Allerhoogste" en al wat met hem van doen had was "Allerhoogst". Zo werd ook een dankbetuiging een Allerhoogst Teken van dank. God was in de taal van het hof "de Hoogste".
De ronde medaille droeg op de voorzijde het portret van Karel I van Oostenrijk in zijn uniform van veldmaarschalk. Het rondschrift luidt: CAROLVS·D·G·IMP·AVST·REX BOH·ETC·ET H·N·IV·REX APOST·HVNG. Op de keerzijde staan binnen een krans van lauweren en eikenblad de woorden SIGNUM LAVDIS.
Men droeg de medaille aan een rood driehoekig lint met witte middenstreep op de linkerborst. Bij herhaling van de dankbetuiging werden een of twee zilveren gespen op het lint bevestigd.
De dubbelmonarchie viel in november 1918 uiteen. De volkeren verklaarden zich onafhankelijk en in Wenen werd de Duitse Republiek Oostenrijk uitgeroepen. In Hongarije werden de Habsburgers van de troon vervallen verklaard. De Meritis-medaille was de laatst gestichte onderscheiding van het ooit zo machtige Oostenrijk-Hongarije.